# تشو الغربية
تعتبر فترة تشو الغربية (1046–771 قبل الميلاد) هي النصف الأول من عصر تشو في الصين القديمة. وبدأت هذه الفترة بإطاحة الملك وو من تشو لعصر شانج في معركة مويي.
وظل هذا العصر ناجحًا لمدة تصل إلى حوالي 75 عامًا لتبدأ بالتدريج في فقدان قوتها. وتم تقسيم أراضي شانج السابقة إلى إقطاعيات وراثية زاد من استقلالها عن الملك. وفي عام 771، أطاح البرابرة بتشو بعيدًا عن وادي نهر وي وبعد ذلك أصبحت القوة الحقيقية في يد التابعين للملك مجرد لقب.

## الحرب الأهلية
أشار س. هـ. وانج إلى نصر الملك وو على عصر شانج في الشعر الكلاسيكي باسم «ويناد» (وهو اسم يعني إلياذة)، حيث يرى أنه يعتبر جزءًا من الخطاب السردي الأكبر في الصين الذي يخلد مزايا وين ("الأدب، الثقافة") أكثر من الأهمية العسكرية لهذه الفترة.
وتوجد سجلات قليلة فقط تم الحفاظ عليها من هذه الفترة المبكرة وتنتمي إلى فترة تشو الغربية والتي تغطي قائمة من الملوك بلا تواريخ محددة.
مات الملك وو بعد سنتين أو ثلاثة من انتصاره، ولأن ابنه الملك شينج من تشو كان صغيرًا، قام أخوه دوق تشو بمساعدة الملك الشاب غير الخبير كوصي. أما باقي أخوة الملك (تشو من كاي وجوان تشو وهيو شو)، فقد شعروا بالقلق من القوة المتزايدة لدوق تشو، وقاموا بتأسيس تحالف مع حكام المناطق الأخرى وبقايا شانج لعمل تمرد. ولكن دوق تشو اكتشف هذا التمرد واحتل المزيد من المناطق لإحضار أفراد آخرين تحت حكم تشو. كما قام دوق تشو أيضًا بتكوين عقيدة أمر السماء ليجعل من حكم شانج حكما مقدسًا وأسس ليويانج لتكون عاصمة المملكة الشرقية. وبسبب وجود نظام فينجيان الإقطاعي، تم منح أقارب الملك والجنرالات إقطاعات موروثة في الشرق بما في ذلك ليويانج وجين ولو وكي ويان. وفي حين تم تأسيس هذا النظام لحماية سلطة تشو مع توسع حكمها على مناطق كبيرة، إلا أن الكثير من هذه المناطق أصبحت دولاً كبرى أثناء فترات ضعف هذا العصر. وعندما تنحى دوق تشو عن العمل كوصي عن العرش، نعمت فترة حكم شانج المتبقية (1042–1021 قبل الميلاد) وفترة حكم ابنه الملك كانج من تشو (1021-996 قبل الميلاد) بفترة من السلام والرخاء.

## ملوك آخرون

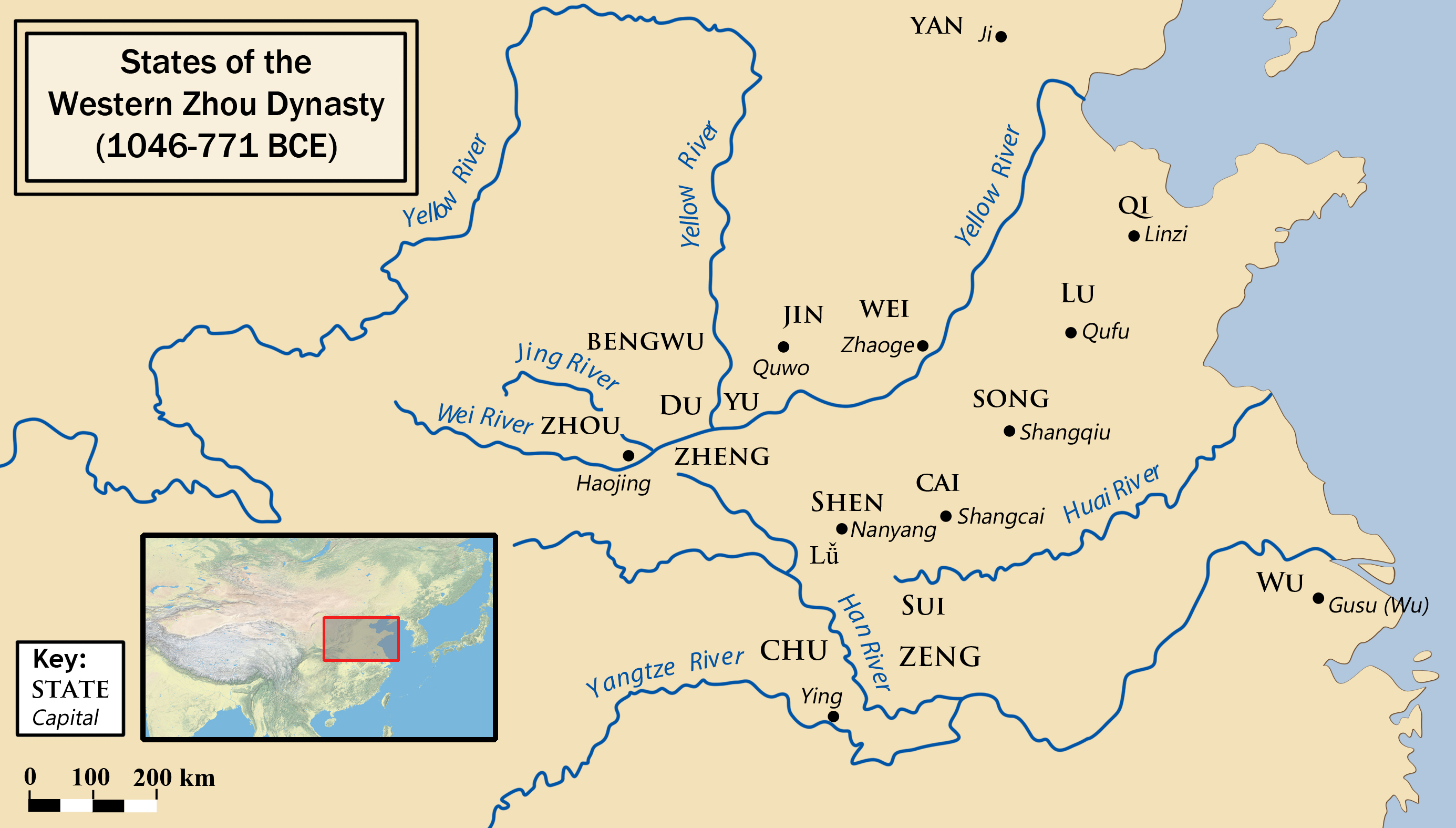
دول عصر تشو الغربية

قاد الملك الرابع الملك زاو من تشو (996–977 قبل الميلاد) جيشًا جنوبًا ضد شو وقتل بجانب عدد كبير من جيش تشو. أما الملك الخامس، الملك مو من تشو (977–922 قبل الميلاد) فيذكره التاريخ بسبب زيارته الأسطورية للملكة الأم للغرب. إلا أنه تم فقدان المنطقة لـ زو رونج في المنطقة الجنوبية. وبدأت المملكة في الضعف خلال فترة حكم مو الطويلة، غالبًا بسبب العلاقات الأسرية بين ملوك تشو والحكام الإقليميين الذين ضعفوا عبر الأجيال المتلاحقة حيث أصبحت الإقطاعات الموروثة التي كان يحكمها في الأساس الأخوة الملكيون محكومة بأبناء العموم من الجيل الثالث أو الرابع؛ كما زادت أيضًا القوة المحلية للمناطق الطرفية وأصبحت تناظر هيبة ونفوذ العائلة الملكية.
أما فترة حكم الملوك الأربعة الآخرين (الملك جونج من تشو والملك يي من تشو (جي جيان) والملك زيو من تشو والملك يي من تشو (جي زيي)) (922-878 قبل الميلاد) فلم يتم تدوينها بشكل جيد. ويقال إن الملك التاسع قام بسلق دوق كي في مرجل، للإشارة إلى أن التابعين لم يعودوا مطيعين. أما الملك العاشر الملك لي من تشو (877–841 قبل الميلاد) فلقد تم إجباره على النفي وأصبحت السلطة لمدة 14 عامًا في وصاية جونجي. وربما كانت الإطاحة بالملك لي مصحوبة بأول تمرد مسجل في الصين للفلاحين. وعندما مات لي في المنفى تنحى وتم تمرير السلطة إلى ابن لي الملك زيان من تشو (827–782 قبل الميلاد). وعمل الملك زيان على استعادة السلطة الملكية، على الرغم من أن لوردات المنطقة أصبحوا أقل طاعة في هذه المنطقة.
أما الملك الثاني عشر والأخير لفترة عصر تشو فكان الملك يو من تشو (781–771 قبل الميلاد). عندما قام الملك يو باستبدال زوجته بإحدى المحظيات، انضم والد الملكة السابقة صاحب السلطة الكبيرة وهو ماركيز شين، إلى قوات كوانرونج البربرية لاحتلال العاصمة الغربية من هاوجينج وقتل الملك يو عام 770 قبل الميلاد. وانسحب معظم نبلاء تشو من وادي نهر ويي وتم إعادة تأسيس العاصمة أسفل النهر عند العاصمة الشرقية القديمة لمملكة شينج تشو بالقرب من ليويانج الحديثة. وكان هذا الأمر هو بداية فترة تشو الشرقية، والتي انقسمت إلى فترتي الربيع والخريف وفترة الدول المتحاربة.
ومن الجائز أن يكون ملوك تشو قد حصلوا على معظم دخلهم من الأراضي الملكية الموجودة في وادي ويي. ويمكن أن يفسر هذا الأمر الفقد المفاجئ للسلطة الملكية عندما تم نقل تشو إلى الجهة الشرقية، ولكن من الصعب إثبات هذا الأمر. وفي السنوات الحديثة، اكتشف علماء الأثار عددًا كبيرًا من الثروات التي تم دفنها في وادي ويي أثناء فترة نفي تشو. ويشير هذا الأمر إلى أن نبلاء تشو تم نقلهم بشكل مفاجئ من منازلهم وأنهم كانوا يأملون في الرجوع ولكنهم لم يتمكنوا من ذلك.